# ジョージェット・ヘイヤー
ジョージェット・ヘイヤー（英: Georgette Heyer、1902年8月16日 - 1974年7月4日）は、イギリスの歴史小説、探偵小説作家である。
作家としての経歴は1921年、弟のために作った話を小説『黒い蛾』に纏めた時に始まった。1925年、鉱山技師のジョージ・ロナルド・ルージャーと結婚した。委任統治時代のタンガニーカ（現在はタンザニア連合共和国）とマケドニアで数年間を過ごし、1929年にイギリスに戻った。小説『これら古い影』が1926年のゼネストの間に出版されたにも拘わらず人気が出ると、宣伝は売れ行きのために必要ないと判断した。その後の人生ではインタビューを拒み、友人には「私の私的生活は私自身と家族以外の誰にも関わらせない」と言っていた。
ヘイヤーは歴史ロマンスのジャンルを確立し、そのサブジャンルである摂政ロマンスを作った。そのジャンルはジェーン・オースティンからヒントを得ているが、その生きた同時代についてまたそのために書いたオースティンとは異なり、ヘイヤーは読者がその背景を理解できる時代に関する豊富な情報を含めるように強いられた。正確さを期するために、参考文献を集め、摂政時代のあらゆる側面について詳細なノートを取った。その小説が余りに詳細に過ぎるという批評家がおれば、その詳細さこそがヘイヤーの大きな財産だと言う批評家もいる。その几帳面な性格は歴史小説にも表れている。小説『征服者』のためにイングランドを横切る征服王ウィリアムを創り直してすらいる。
1932年からは毎年ロマンス小説を1冊、スリラー小説を1冊のペースで出版した。夫がスリラーの基本的な粗筋を提供することが多く、ヘイヤーが登場人物の関係や会話を作り、作品に命を与えた。多くの批評家はヘイヤーの探偵小説に独創性が無いというが、ナンシー・ウィンゲイトは「その機知と喜劇とともにうまく織りなされた筋」を褒めた。
ヘイヤーの成功は時として税務調査官や盗作者とされる者達との問題を生じることがあった。文学的盗作者とされる者に訴訟を起こさないことにしていたが、納税義務を最小化するために多くの方法に努めた。「マグナム・オーパス」（最高傑作、ランカスター朝に関する3部作）と呼ぶ作品を横において、より商業的に成功する作品の執筆を迫られ、その小説の著作権を管理するための有限責任会社を創設することになった。自分に対して多すぎる給与を与えていると何度か非難され、1966年にはその会社の小説17作の著作権をブッカー・マコーネル社に売却した。ヘイヤーは1974年7月に死ぬ時まで執筆を続けた。当時48作の小説全ての出版が続けられており、遺作『マイ・ロード・ジョン』は死後出版された。

## 初期の経歴
ヘイヤーは1902年にロンドンのウィンブルドンで生まれた。父のジョージ・ヘイヤーからその名前が付けられた。母のシルビア・ワトキンスは王立音楽大学でチェロとピアノを学び、そのクラスでは上位3人に入る学生だった。父方の祖父はロシアから移住してきた者であり、母方の祖父母はテムズ川でタグボートを所有していた。
ヘイヤーは3人兄弟の総領だった。弟のジョージ・ボリスは4歳、フランクは9歳年下だった。子供時代に家族はフランスのパリに住んだことがあったが、1914年に第一次世界大戦が勃発したすぐ後にイギリスに戻った。家族の姓は「ハイアー」と発音されていたが、戦争が進行するとともに、ドイツ人に間違えられないよう「ヘイヤー」（[ˈheɪ.ər]）という発音に換えた。戦中に父はイギリス陸軍の徴発士官としてフランスで従軍した。戦後には大英帝国勲章のメンバーに指名された。1920年に大尉で除隊し、キングス・カレッジ・ロンドンで教え、文学雑誌「グランタ」に何度か記事を書いた。
父はその子供たちに本を読むことを強く奨励し、いかなる本も禁じなかった。ジョージェットは広い範囲の本を読み、友達のジョアンナ・カナンやカローラ・オーマンと会っては本の内容を議論することが多かった。ヘイヤーとオーマンは後に互いの執筆中の作品を見せ合い、批評しあった。
17歳のとき、連続の物語を弟のボリスに話して楽しませるようになった。ボリスは一種の血友病を患い、虚弱なことが多かった。父は彼女の話を聞くのを楽しみ、それを出版する準備をするよう求めた。父の代理人がその本の出版社を見つけ、弟のいかさまトランプの責任を取った若者の冒険を描いた『黒い蛾』が1921年に出版された。ヘイヤーの伝記作者ジェイン・エイケン・ホッジに拠れば、この小説は彼女の小説の標準となる要素の多くを含んでいた。すなわち、「陰気な男性が指導し、危険な結婚があり、浪費症の妻がおり、アイドルのグループがいて、楽しませる若者」が入っていた。翌年現代もの短編小説『シスリーへのプロポーズ』が「ハッピー・マガジン」に掲載された。

## 結婚
1920年12月、家族と共に休暇を取っているときに、2歳年長のジョージ・ロナルド・ルージャー と出逢った。2人はいつもダンスのパートナーとなった。ルージャーは王立鉱業学校で鉱山技師になるための勉強をしていた。1925年春、ヘイヤーの5冊目の小説が出版された直後に2人は婚約した。その1か月後、父が心臓発作で死んだ。父は年金が無かったので、ヘイヤーは19歳と14歳の弟2人を養っていくことになった。父の死から2か月後の8月18日、ヘイヤーとルージャーは簡素な儀式で結婚した。
.
1925年10月、ルージャーは子供の時にロシア語を習っていたこともあって、コーカサス山脈で働くために派遣された。ヘイヤーは家に留まって執筆を続けた。1926年、エイボン侯爵が自身の所領の面倒を見る話である小説『これら古い影』を出版した。この小説は冒険よりも個人の関係に焦点を当てていた。この書は1926年ゼネストの最中に世に出た。その結果、新聞でも書評でも取り扱われず、広告も無かった。それにもかかわらずこの本は19万部が売れた。広告が無くても小説の売り上げには影響しなかったので、その後の人生で、出版社が何度もインタビューに応じるように求めたにも拘わらず、その著書を販売促進することを拒んだ。友人に宛てて「仕事場や古いワールドガーデンで写真を撮られたことについて、吐き気を催すような全く不必要な種類の広告です。私の私的生活には私自身と私の家族以外誰にも関わらせない」と書いたことがあった。
ルージャーは1926年夏に家に戻って来たが、ひと月もしない内に東アフリカのタンガニーカに派遣された。翌年ヘイヤーもタンガニーカに行って合流した。二人は藪の中にあるエレファント草でできた小屋で暮らした。ヘイヤーはその従僕が初めて見た白人女性だった。タンガニーカにいる間に『マスケレーダーズ』（仮面舞踏会の参加者）を執筆した。これは1745年の時代に、ジャコバイトだった家族を守るために異性の振りをする兄弟のロマンチックな冒険を描いていた。ヘイヤーはその参考文献を参照することはできなかったが、この本には時代錯誤が1つしか無かった。すなわち「ホワイト」（紳士の社交クラブ）の開設年を1年早くしていたことだった。また自身の冒険の記録として『アフリカの角のある動物』も書き、これは1929年に新聞「ザ・スフェア」に掲載された。
1928年、ヘイヤーは夫に従ってマケドニアに行き、そこである歯医者が麻酔剤の調合を間違えたために危うく死ぬところだった。ヘイヤーは子供を作る前にイングランド戻るべきと主張した。翌年ルージャーが仕事を辞め、ヘイヤーが主たる稼ぎ手になった。ルージャーはガス、コークスおよび電燈の会社を実験的に運営しようとして失敗し、ヘイヤーの叔母から借りた金でホーシャムのスポーツ店を買収した。ヘイヤーの弟のボリスがこの店の上に住んでルージャーを助け、ヘイヤーが執筆で家計の大半を稼ぎ続けた。

## 摂政ロマンス
ヘイヤーの初期作品はロマンス小説であり、その大半は1800年以前の時代設定だった。1935年、摂政時代（1811年-1820年）を最初に取り上げた小説である『リージェンシー・バック』を出版した。このベストセラーとなった小説が基本的に摂政ロマンスというジャンルを作り上げることになった。当時の他のロマンス小説とは異なり、筋の背景としてこの時代を使った。登場人物の多くが現代的な感受性があり、小説の中で平凡な人物が、ヒロインの愛のために結婚したいというような風変わりさを指摘することになる。この小説はほとんど全てが裕福な上流階級の世界であり、たまに貧困、宗教、政治に言及している（ジェーン・オースティンの影響を受けたもう1つのやり方）。

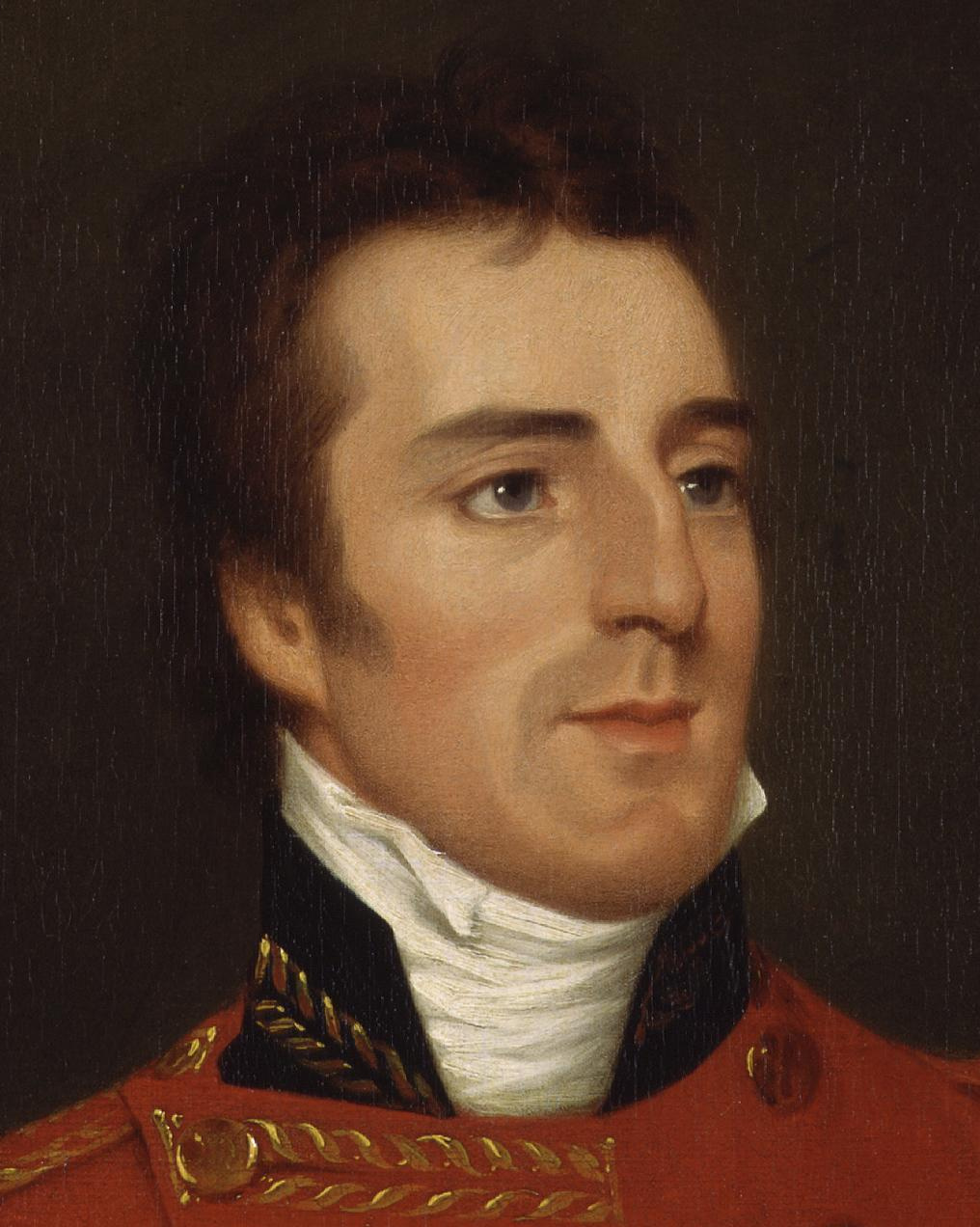
ウェリントン公爵、ヘイヤーの小説『悪名高い軍隊』でウェリントン公が話している言葉は実際の生活で話されたり書かれたりしたことだと主張している

イギリスの実際の摂政時代は1811年から1820年の間のみだったが、ヘイヤーのロマンスは1725年から1825年に設定されていた。文芸批評家のケイ・マッセルが指摘しているように、これらの書は「構造化された社会的儀式、すなわちロンドン・シーズンに代表される結婚市場」の周りに回転しており、そこでは「皆が不適切な挙動のために追放される危険性にある」ということだった。ヘイヤーの摂政ロマンスは、同じ時代に設定されているジェーン・オースティンの作品に影響されていた。しかし、オースティンの作品は彼女が生きていた時代を叙述する同時代小説だった。パメラ・レギスの著作『ロマンス小説の自然史』に拠れば、ヘイヤーのストーリーは100年前に起こった出来事の中に設定されているので、読者が理解できるようにその時代についてより詳細な記述を含める必要があった」としている。オースティンが「衣装や装飾の細部」を無視できたのに対し、ヘイヤーはその詳細を「当時の色調で小説に盛り込む」ことになった。リリアン・ロビンソンのような後の書評家は、ヘイヤーの「その重要性に関する関心無しに特別の事実に向けた情熱」を批判し、マルガニータ・ラスキは「ヘイヤーがその創作雰囲気に強く依存していたそれら側面は、まさにジェーン・オースティンが、ある登場人物を粗野だとか滑稽だとか示そうとしたときにのみ言及したものである」と指摘した。他にもA・S・バイアットなどは、ヘイヤーの「この雰囲気の知覚 - 彼女の暇のある階級を社会的に追及するときの詳細と、それが作りだしたフィクションの背後にある感情的な構造の双方が、彼女の最大の財産である」と考えている。
ヘイヤーはその小説をできる限り正確にしようと考えており、執筆の合間に参考文献や研究書を収集した。彼女の死の時にはデブリッツのものや1808年刊行の貴族院辞書など、1,000件以上の歴史参考書を所有していた。その蔵書には、中世や18世紀に関する標準的な歴史書に加えて、嗅ぎタバコ入れ、道標、衣装に関する歴史書もあった。雑誌記事の挿画を切り抜き、興味ある言葉や事実をカードに書き入れることも多かったが、情報を見つけた場所を記録することは滅多に無かった。そのノートは、美、色、衣装、帽子、家事、価格、店などに分類付けて整理されており、特別の年の蝋燭の値段など詳細までを含んでいた。別のノートには言い回しのリストが入っており、「食料と陶器」、「愛情を示す言葉」、「話し方」などの話題があった。出版者の1人マックス・ラインハルトは、彼女の著作の1つで言葉の使い方について編集者としての提案をしようとしたことがあったが、即座に編集スタッフの一人からヘイヤーほど摂政時代の言語について知っている者はイギリスにはいないと教えられた。
ヘイヤーは正確さについて興味があったので、ウェリントン公爵の書いた手紙を購入し、その書きぶりを正確に再現しようとしたことがあった。小説『悪名高い軍隊』の中でウェリントンが言ったとされている全ての言葉は、実際に彼が言ったか書いたものと同じであると主張していた。その時代に関するヘイヤーの知識は広範なものだったので、その著作では滅多に明確な日付を書かなかった。その代わりに何気なく当時の大きなまた小さな出来事に言及して物語の時間を暗示していた。

## スリラー小説

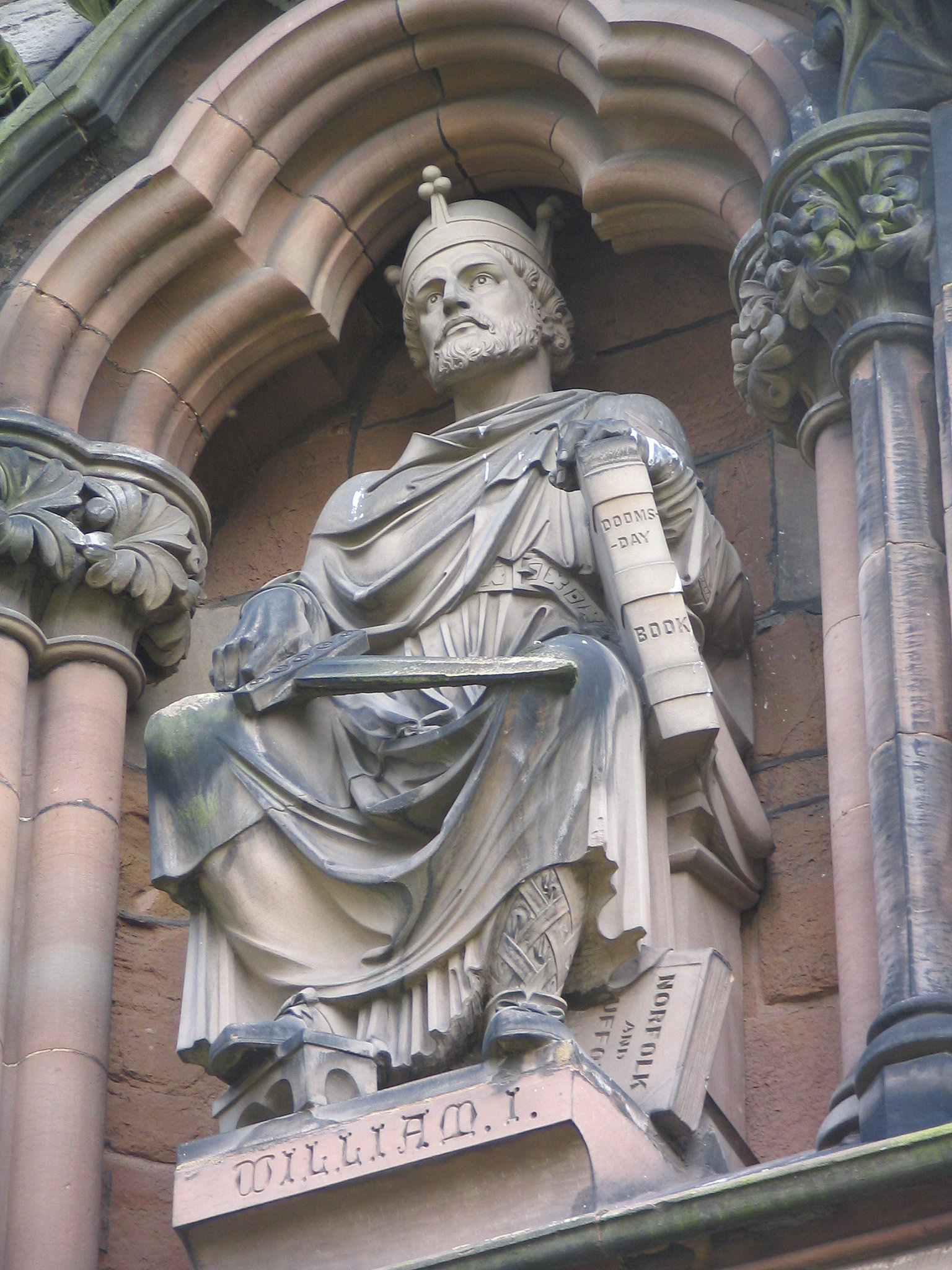
征服王ウィリアム、リッチフィールド大聖堂西面にある、ヘイヤーの最初の歴史小説に登場した

1931年、ヘイヤーは最初の歴史小説『征服者」を出版し、実際の歴史的事件に虚構的な記述を与えた。ヘイヤーは征服王ウィリアムの生涯を完全に調べ上げた。実際にウィリアムがイングランドを横切ったルートを旅することまでした。翌年、それまでの歴史ロマンスから劇的に離れて、最初のスリラー小説『闇の中の足跡』を出版した。この小説の出版は、唯一の子供であるリチャード・ジョージ・ルージャーの出産と時を同じくしており、リチャードのことを「最も注目すべき（実に二つとない）作品」と呼んだ。その人生の後半で出版社に『闇の中の足跡』の再版を止めるよう要請し、「この作品は私の息子と同時に出版されたのであり、...私のスリラー小説として最初のもので、摂政の登場人物ならば言ったであろうように私が増加している間に実行された。1人の夫と2人の下品な弟達皆がそれに手を触れて、私はそれを主要作品と主張していない」と言っていた。
その後の数年間、毎年ロマンス小説を1冊、スリラー小説を1冊のペースで出版した。ロマンスの方はかなりの人気が出た。通常115,000部売れたのに対し、スリラー小説の方は16,000部だった。その息子に拠れば、ヘイヤーは「ミステリーを書くことをクロスワードに取り組むようなものと見ていた。直面しなければならない人生の大変な仕事の前に知的な気晴らしをすることだった」と言っていた。ヘイヤーの夫が彼女の創作に大いに関わった。歴史ロマンスの校正刷りを読むことが多く、彼女が見過ごすかもしれない誤りを見出した。スリラー小説では共同執筆者になった。探偵小説の粗筋を提供し、登場人物 "A" と "B"の行動を物語った。その後にヘイヤーが人物と彼らの関係を創作し、粗筋の断片に生命を与えた。当時他の誰かに粗筋を依存するのは難しかった。少なくとも1回は、小説の最終章を書く前に、夫にもう一度殺人がどのように行われたかを説明してくれるよう頼んだことがあった。
その探偵小説は、批評家のアール・F・バーゲニアに拠れば「上流家庭の殺人に特化して」おり、主に、その喜劇、メロドラマ、ロマンスで知られた。喜劇は行動から出てくるのではなく、登場人物の人格や会話から生まれた。これらの小説の大半で、全てそれらが書かれた時期に一致しており、焦点がヒーローに当てられ、ヒロインの役割は小さかった。初期のミステリー小説は壮健なヒーローが登場することが多かった。ヘイヤーの夫が法廷弁護士になる終生の夢を追求し始めると、小説は主役に事務弁護士や法廷弁護士を登場させるようになった。
1935年、ヘイヤーのスリラー小説では、警視のハナサイドと上級法廷弁護士（後に検査官）のヘミングウェイという1組の探偵を登場させるようになった。この2人は、同時代のアガサ・クリスティのエルキュール・ポアロやドロシー・L・セイヤーズのピーター・ウィムジイ卿ほど人気が出ることは無かった。ヘイヤーの作中人物を登場させた小説の1つ、『ストックスでの死』は、1937年にニューヨーク市で『単なる殺人』として劇化された。この劇はミステリーというよりも喜劇に重点が置かれ、公演3晩で終演になった。
批評家のナンシー・ウィンゲイトに拠れば、ヘイヤーの探偵小説は1953年に書かれたものが最後だったが、独創性に欠ける方法、動機、人物であり、それらのうち7冊は動機として遺産相続を使っていた。小説の舞台はいつも、ロンドン、小さな村あるいはホームパーティだった。批評家のエリック・ルートリーはその登場人物のの多くを定型表現だと言った。例えば教育の無い警官、異国風スペインの踊り子、神経症患者の妻がいる教区牧師だった。ある小説では、登場人物の姓がアルファベット順にすらなっており、その順に紹介された。ウィンゲイトに拠れば、ヘイヤーの探偵小説は、同時代のものと同様に、外国人や下層階級に対してはっきりと紳士気取りがあった。中流階級の者達は粗野で愚かであることが多く、女性は信じられないほど実際的であるか判断がまずいかのどちらかであり、意地が悪くなりうるまずい言葉遣いをするのが通常だった。しかしこの紋切り型にも拘わらず、ルートリーはヘイヤーが「当時（1940年直前）の上中流階級英国女性の脆弱で皮肉っぽい会話を再生するには全く驚嘆すべき才能を」持っていたと主張している。ウィンゲイトはさらにヘイヤーのスリラー小説は「その機知と喜劇とともにうまく織りなされた筋」とも言っている。

## 家計の問題
1939年、ルージャーが法廷弁護士となり、家族はまずブライトンに続いてホーブに移転し、ルージャーがロンドンまで容易に通勤できるようにした。翌年息子をプレパラトリー・スクールに入学させ、ヘイヤーにとっては新たな支出となった。第二次世界大戦中、弟達が軍隊に入ったので、家計上の心配の1つが緩和された。一方夫はホーム・ガード（国防義勇軍）に入った。軍隊は初めてだったので、多くを稼ぐことができず、戦中は紙の配給が制限されたので本の売り上げも減った。支出に合わせるために、出版社のハイネマンに『これら古い影』、「悪魔のカブ』、『リージェンシー・バック』の著作権を750ポンドで売却した。その出版社の窓口係で、ヘイヤーの親友でもあるA・S・フレアが後に、ヘイヤーが受け取ったのと同額でその著作権を返還することを申し出た。ヘイヤーはその取引を断り、権利を渡すと約束していたと説明した。
ヘイヤーは探偵小説を出版したホッダー&スタウトンの代表と昼食を共にした後、その人が彼女を支配していると感じた。その会社は次作に対して選択権があり、彼等にその契約を破らせるために、『ペンハロー』を書いた。これについて1944年「ブック・レビュー・ダイジェスト」は「殺人事件だがミステリーではない」と批評した。ホッダー&スタウトンがこの本をボツにしたので、ヘイヤーとの関係が終わり、その代わりにハイネマンがその出版に合意した。アメリカ合衆国における出版者であるダブルデイ社もこの本を嫌い、その出版後にヘイヤーとの関係を絶った。
1940年から1941年に続いたドイツ軍による大空爆によってイギリス国内の列車移動が難しくなった。ヘイヤー家もルージャーの仕事場に近くなるように、1942年にロンドンに移転した。ヘイヤーは多くの金を稼ぐために、ハイネマンに書評を書いて、1件につき2ギニーを得た。また「ウィミンズ・ジャーナル」に小説を連載することも認め、その後に単行本にすることにした。それが掲載されたことで雑誌は完売することが常となったが、ヘイヤーは読者が「いつも私の最悪の作品を好いてくれる」とこぼしていた。
納税義務を最小化するために、1950年頃にヘロン・エンタープライズと呼ぶ有限責任会社を作った。新作の印税はこの会社に支払われ、その会社がヘイヤーの給与と支配人の料金を彼女の家族に払った。過去の作品の印税を受け続けることになり、外国の印税はアメリカ合衆国のものを除いてヘイヤーの母が受け取った。しかし、数年のうちに税検査官が、ヘイヤーがこの会社から多すぎる金を引き出していることを見つけた。この検査官は不明の配当として過剰な使途だと考えたので、これは3,000ポンドが追徴されることを意味した。この追徴税を払うために、『ブロンテ姉妹についての書籍』と『文学作家になるには』という2つの記事を書いて、雑誌「パンチ」に掲載した。ヘイヤーは友人に宛てて「私は財務省の利益のために本を書くことに「疲れて」きている。「私の」金がいわゆる労働者の教育、生活を豊かにすることと贅沢というばかばかしいことに無駄遣いされることに、どんなに不満を感じているかとても言い表せない」と書き送っていた。

この印章はベッドフォード公ジョンに属するものである。ヘイヤーはその「傑作」に彼を登場させようと思っていた

1950年、ヘイヤーは「私の後半生の傑作」と呼ぶものを書き始めた。それは1393年から1435年のランカスター朝を扱う中世3部作だった。この作品を仕上げるには5年間を要すると推計した。辛抱心の無い読者達は常に新作を要求していた。読者を満足させ、また納税義務を果たすために、摂政ロマンスの執筆を間に入れた。結局連作の第1巻『マイ・ロード・ジョン』を完成させただけであり、それも死後出版された。
有限責任会社は常にヘイヤーをイライラさせ続けており、1966税検査官がヘイヤーは会社に2万ポンドを借金していると判断した後で、遂にその会計士をクビにした。その後最新作である『黒い羊』の著作権をヘイヤー個人に対して発行するよう求めた。他の小説とは異なり、『黒い羊』は貴族の位置賃に焦点を当てていなかった。その変わりに「金を持った中間層」を追い、財務が主要テーマだった。
ヘイヤーの新しい会計士はヘロン・エンタープライズを放棄するよう勧めた。その2年後この会社をブッカー・マコーネル社に売却することに合意した。ブッカー・マコーネル社は既に小説家イアン・フレミングやアガサ・クリスティーの資産について権利を所有していた。同社はヘロン・エンタープライズが所有していたヘイヤーの17編にたいする権利の代償として約85,000ポンドを支払った。この金額は、高額資本移転税率ではなく、低額資本移転税率で課税された。

## 盗作者
ヘイヤーの人気が高まると、他の作者もそのスタイルを真似するようになった。1950年5月、読者の一人が、バーバラ・カートランドがヘイヤーのスタイルに似た小説数冊を著しており、名前、人物の特徴、粗筋、言い換えの表現などを再利用していると忠告した。特に『心の障害』はヘイヤーの『金曜日の子供』から、『心の召使い』は『これら古い影』から借りていると伝えた。ヘイヤーはその事務弁護士のために盗作と言われるものの詳細な分析を終えたが、訴訟を起こさず、謝罪も受けないままに、盗作が止まった。弁護士は盗作の事実を新聞社に流すよう勧めたが、ヘイヤーは断った。
1961年、別の読者が、キャサリン・リンゼーの特に『愛嬌のある少女』について同様な盗作の可能性を手紙で知らせてきた。その小説は粗筋、人物、姓、さらに多くの摂政時代の俗語まで写していた。愛読者達が「別のペンネームで手抜きの作品を出版している」とヘイヤーを非難した後、ヘイヤーは出版者に宛てて苦情の手紙を書いた。その作者が異議申し立てをすると、ヘイヤーその所の盗作したと思われる箇所と、歴史的な誤りの完全なリストを作成した。その中でも「自分でケーキを作る」という言い回しが何度も使われており、それはヘイヤーが私的に印刷した備忘録に発見したものであり、一般の手には入らなかった。別のケースではヘイヤーが初期の小説で創作した歴史的な事件に言及していた。ヘイヤーの弁護士は差し止め命令の請求を推奨したが、最終的に訴訟には訴えなかった。

## 晩年
1959年、ルージャーが王室顧問弁護士になった。翌年、息子のリチャードがある知人の別居中の妻と恋に落ちた。リチャードはその女性スザンナ・フリントが夫と別れるのを助け、離婚が成立した後で結婚した。ヘイヤーはこの不体裁にショックを受けたが、間もなくその義理の娘を愛するようになり、後に「一度も持たなかったし、持とうとも思わなかったような娘」と表現していた。リチャードとその妻スザンナは連れ子の男児2人を育て、1966年にはヘイヤーと唯一血の繋がった孫をもうけた。ニコラス・ルージャーと名付けられた男児だった。
ヘイヤーは年をとってくると、健康上の問題に苦しむようになった。1964年6月、腎臓結石を除去する手術を受けた。当初医者は6週間あれば快復できると予測したが、2か月後には完全に良くなるまでに1年あるいはもっとかかるかもしれないと予測した。翌年、蚊に噛まれて感染症となり、医者が皮膚の移植を勧めることになった。1973年7月、軽い卒中を味わい、看護施設で3週間を過ごした。その年の後半に弟のボリスが死んだとき、ヘイヤーも病気が重くてその葬儀に出席するために移動できなかった。1974年2月、2度目の卒中が起きた。その3か月後、肺ガンと診断された。ヘイヤーの伝記作者は、ヘイヤーが毎日コルクフィルター付き紙巻きタバコを60ないし80本吸っていたせいだとした（彼女は肺に入れていないと主張していた）。1974年7月4日、ヘイヤーは死んだ。その愛読者達は死亡記事で、ヘイヤーの結婚後の姓を初めて知ることになった。

## 遺産

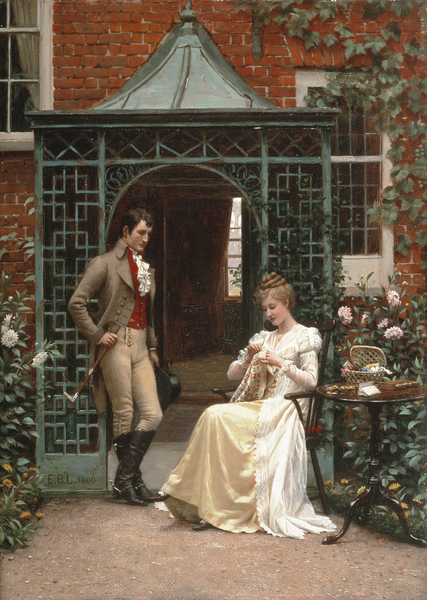
エドモンド・ブレア・レイトンが描いた「プロポーズの日の玄関で」。ヘイヤーが歴史ロマンスで描いたものに近い、イギリス摂政時代の交際の様子を描いている

ヘイヤーはイギリス国内では成功した他に、アメリカ合衆国やドイツでも大変な人気を獲得し、チェコスロバキアでもかなりの販売数になった。イギリスでの小説初版は65,000部から75,000部が印刷されることが多かった。毎年単行本で10万部以上が売れ続けた。ペーパーバックの場合は各作品で50万部以上が売れるのが通常だった。ヘイヤーの死のときも、デビュー作『黒い蛾』を含め全作品48作が再版を重ねていた。
その作品は世界恐慌や第二次世界大戦の間も大変な人気があった。その小説は、ジャーナリストのレスリー・マクダウェルが「大胆不敵な行い、勇ましく魅力的な若者、窮地に陥った乙女」を含んでいると表現したように、読者がその生活のつまらなさや苦しさから逃避することを可能にした。ヘイヤーは自作『金曜日の子供』を説明する手紙の中で、「私はこのようなナンセンスを書いていることで銃殺されるべきと自分でも思います。...しかしこれが優れた逃避的文学であることは疑いがなく、防空壕の中に座っていたり、インフルエンザの治りかけだったりすれば、私も好きになったはずだと思う」と記していた。
ヘイヤーは実質的に歴史ロマンスを発明したのであり、摂政ロマンスというサブジャンルを作りだした。1966年にアメリカ合衆国で大衆市場向けペーパーバックを初めて出版したとき、その小説は「ジェーン・オースティンの伝統」を引き継ぐものと紹介された。他の小説家がヘイヤーのスタイルを真似て摂政ロマンスを発展させ続けたとき、その小説は「ジョージェット・ヘイヤーのロマンスの伝統を引き継ぐもの」と表現されてきた。ケイ・マッセルに拠れば、「事実上あらゆる摂政ロマンス作家がその称賛にあこがれている」とのことである。
ヘイヤーはその人気や成功にも拘わらず、批評家達からは無視された。本格的な新聞にその小説の書評が載ったことは無いが、ダフ・ハート・デイビスに拠れば、「長くあるいは真剣な書評が無いことで彼女を悩ませることは無かった。重要なことは、彼女の小説の販売部数が増え続けているという事実だった」と言っている。ヘイヤーはずっとエンサイクロペディア・ブリタニカに掲載されずにきた。ヘイヤーの死から間もなく出たその1974年版では、人気作家のアガサ・クリスティやドロシー・セイヤーズの項目はあったが、ヘイヤーの項は無かった。

## 作品リスト
以下の作品リンクは全て英語版である。

### ジョージア朝と摂政時代の小説
- The Black Moth (1921年)
- The Transformation of Philip Jettan (1923年) (後にPowder and Patchとして出版) (1930年)
- 愛の陰影 These Old Shades （1926年 / 2009年11月 後藤美香訳 ハーレクイン）
- ひと芝居 The Masqueraders （1928年 / 2012年11月 後藤美香訳 ハーレクイン）
- 悪魔公爵の子 Devil's Cub （1932年 / 2011年5月 後藤美香訳 ハーレクイン）
- The Convenient Marriage (1934年)
- Regency Buck (1935年)
- The Talisman Ring (1936年)
- An Infamous Army (1937年)
- The Spanish Bride (1940年)
- The Corinthian (1940年)
- Faro's Daughter (1941年)
- Friday's Child (1944年)
- The Reluctant Widow (1946年)
- The Foundling (1948年)
- Arabella (1949年)
- 素晴らしきソフィー The Grand Sophy （1950年 / 2009年4月 細郷妙子 ハーレクイン）
- The Quiet Gentleman (1951年)
- Cotillion (1953年)
- The Toll-Gate (1954年)
- Bath Tangle (1955年)
- Sprig Muslin (1956年)
- April Lady (1957年)
- 公爵シルヴェスターの憂い Sylvester, or the Wicked Uncle （1957年 / 2013年7月 後藤美香訳 ハーレクイン）
- 令嬢ヴェネシア Venetia （1958年 / 2010年10月 細郷妙子 ハーレクイン）
- The Unknown Ajax (1959年)
- A Civil Contract (1961年)
- The Nonesuch (1962年)
- 入れ替わった双子 False Colours （1963年 / 2014年4月 出水純訳 オークラ出版）
- フレデリカの初恋 Frederica （1965年 / 2015年7月 佐野晶訳 ハーレクイン）
- Black Sheep (1966年)
- Cousin Kate (1968年)
- Charity Girl (1970年)
- Lady of Quality (1972年)

### 歴史小説
- The Great Roxhythe  (1923年)
- Simon the Coldheart (1925年)
- Beauvallet (1929年)
- The Conqueror (1931年)
- Royal Escape (1938年)
- My Lord John (1975年)

### 同時代小説
- Instead of the Thorn (1923年)
- Helen (1928年)
- Pastel (1929年)
- Barren Corn (1930年)

### 同時代のスリラー小説
- Footsteps in the Dark (1932年)
- Why Shoot a Butler? (1933年)
- The Unfinished Clue (1934年)
- 紳士と月夜の晒し台 Death in the Stocks （1935年 / 2011年5月 猪俣美江子訳 創元推理文庫）
- マシューズ家の毒 Behold, Here's Poison （1936年 / 2012年3月 猪俣美江子訳 創元推理文庫）
- They Found Him Dead (1937年)
- グレイストーンズ屋敷殺人事件 A Blunt Instrument （1938年 / 2015年2月 中島なすか訳 論創社）
- No Wind of Blame (1939年)
- Envious Casca (1941年)
- Penhallow (1942年)
- Duplicate Death (1951年)
- Detection Unlimited (1953年)

### 短編集
- Pistols for Two and other stories (1960年)
  - Pistols for Two
  - A Clandestine Affair
  - Bath Miss
  - Pink Domino
  - A Husband for Fanny
  - To Have the Honour
  - Night at the Inn
  - The Duel
  - Hazard
  - Snowdrift
  - Full Moon

### その他の短編小説
- "A Proposal to Cicely" (1922年)[88]
- "The Bulldog and the Beast" (1923年)[89]
- "Linckes' Great Case" (1923年) [90]
- "Runaway Match" (1936年)
- "Pursuit" (1939年)[91]

## 関連図書
- Chris, Teresa (1989). Georgette Heyer's Regency England. Sidgwick & Jackson Ltd, ISBN 0-283-99832-6
- Kloester, Jennifer (2005). Georgette Heyer's Regency World. London: Heinemann, ISBN 0-434-01329-3